# Jacob Morenga
Jacob Morenga (1875-Eenzaamheid, 19 de septiembre de 1907), también conocido como Jakob, Jacobus, Marengo o Marenga, apodado el "Napoleon negro", fue una figura destacada en la resistencia contra el Imperio Alemán en el África del Sudoeste Alemana, actual Namibia, entre 1904 y 1908.

## Vida
Jacob Morenga nació en 1875 de madre herero y padre nama y fue educado, probablemente, por misioneros cristianos. Posteriormente trabajó en una mina de cobre y en una misión católica cerca de Springbok.
Morenga se involucró políticamente a través de su asociación con Willem Christian, líder del pueblo Bondelswarts. Tras la muerte del hijo de Christian, Jan Abraham Christian, a manos de tropas alemanas, los Bondelswarts iniciaron un breve levantamiento en octubre de 1903, en el que Morenga actuó como uno de los principales comandantes, ganando reputación como táctico habilidoso.
Durante la Guerra Herero y Namaqua (1904–1907), Morenga lideró fuerzas guerrilleras contra los alemanes, uniendo a las tribus herero y nama, tradicionalmente rivales. Su grupo operaba desde la fortaleza oculta de ǁKhauxaǃnas, en la Sierra de Kharas, al sur de Namibia. Desde allí, habiendo reunido una fuerza de entre 500 a 800 hombres armados de rifles, se dedicó a saquear las tierras bajas y hostigar los puestos y guarniciones alemanes durante muchos meses
Sus tácticas se basaban en la gran destreza ecuestre de sus hombres y en un conocimiento del entorno fruto de toda una vida de experiencia. Vivía casi exclusivamente de los suministros de sus enemigos, lanzando repetidas incursiones contra granjas y puestos avanzados alemanes. Cuando las patrullas alemanas lo perseguían, Morenga los atraía cada vez más hacia las montañas, hasta que, exhaustos, perdidos y sin agua, se veían obligados a abandonar la persecución.
Estos métodos de guerrilla hicieron que su prestigio creciera y se le unieran numerosos seguidores. Al mismo tiempo, combinado con el empuje en otras zonas rebeldes, resultaron lo suficientemente efectivos como para forzar, ya en 1907, una elección parcial en el Reichstag alemán, debido a las pérdidas relativamente elevadas sufridas por las tropas germanas.
De diciembre de 1905 a febrero de 1906, los alemanes se vieron obligados a cesar por completo la lucha debido a problemas de suministro. En marzo de 1906 se reinició la campaña con una gran ofensiva alemana en la que se involucraron más de 5000 soldados, equipados con artillería y ametralladoras, contra los aproximadamente 260 nama armados liderados por Marenga. El capitán Paul von Lettow-Vorbeck recibió la orden de perseguir a las fuerzas de Jacob Morenga pero en un tiroteo en 1906 sufrió heridas en el ojo izquierdo y en el pecho salvándose por muy poco y siendo devuelto a Europa tras varias intervenciones quirúrgicas.
Finalmente, el 1 de mayo de 1906, Jacob Marenga se vio obligado a huir de la zona con lo que le quedaba de sus huestes, sus mujeres e hijos, a través del río Orange, en dirección a la Colonia Británica del Cabo. Los soldados alemanes los persiguieron, violando las leyes fronterizas e ignorando los tratados internacionales, y finalmente lo hirieron el 4 de mayo en una emboscada de la que consiguió escapar. Posteriormente, el 7 de mayo, se entregó junto con siete hombres a la Policía Montada del Cabo, dependiente del Imperio Británico, que lo encarceló en Tokai, Ciudad del Cabo.

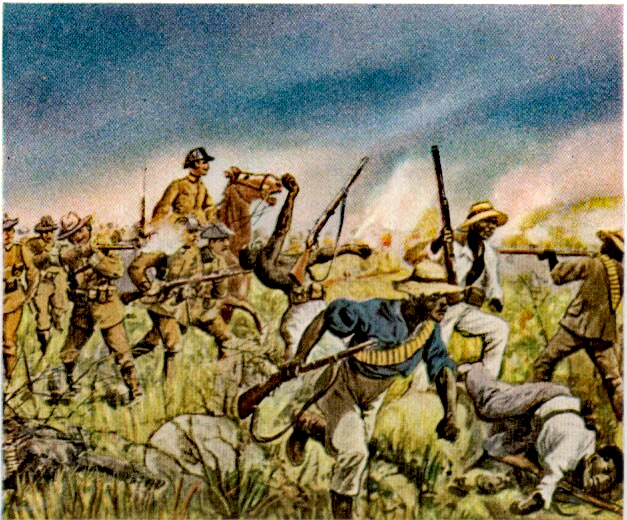
Enfrentamiento entre tropas coloniales alemanas y rebeldes herero por Richard Knötel (c.1904)

Aunque Alemania solicitó su extradición, Morenga pidió asilo político, evitando así ser entregado. No obstante, con el fin de la declaración de guerra, el ministro de Asuntos Exteriores británico, Sir Edward Grey, aseguró a los alemanes que a Morenga ya no se le concedería asilo, sino que sería obligado a regresar a territorio alemán, dado que la guerra alemana contra los herero y los nama había terminado. El káiser Guillermo II ordenó entonces: «Pongan precio de 20.000 marcos a la cabeza de Morenga y exterminen a su banda sin piedad».

## Muerte
Liberado en junio de 1907, el cónsul general alemán en Ciudad del Cabo, Humboldt, le ofreció adherirse al Acuerdo de Bondelzwart de diciembre de 1906, pero él se negó, pues desconfiaba de los alemanes y se dirigió a Upington, donde fue puesto bajo vigilancia policial. Pronto eludió esa vigilancia y se dirigió a la frontera para reiniciar la lucha y reunirse con Simon Kooper. Inmediatamente se inició su persecución con la orden de ejecutarlo.
La cooperación entre la Policía Inglesa de El Cabo, bajo el mando del Mayor Elliot, y la Schutztruppe alemana, dio sus frutos cuando Morenga fue localizado el 17 de septiembre de 1907 cerca de Eenzaamheid, en cuyas colinas se había atrincherado con otros 30 hombres. 
Alrededor de las 14:00 del 19 de septiembre de 1907 comenzó el asalto a la posición. Cuando los últimos disparos cesaron, alrededor de las 17:00, descubrieron el cuerpo de Morenga bajo un árbol. Le habían disparado tres veces, dos de las balas atravesaron su cabeza y una el pecho. Junto a él se encontraron dos hombres y cuatro mujeres muertos y un hombre herido. En las inmediaciones habían caído abatidos otros cuatro hombres. Entre los muertos se encontraban un hermano, un cuñado y tres sobrinos de Morenga.

## Reconocimientos
Jacob Morenga es uno de los nueve héroes nacionales de Namibia que fueron reconocidos durante la inauguración del Heroes’ Acre (Acre de los Héroes) del país, cerca de Windhoek. El presidente fundador, Sam Nujoma, afirmó en su discurso inaugural el 26 de agosto de 2002 lo siguiente:

Nacido de madre herero y padre nama, Marenga tenía una visión de nacionalismo africano amplio que trascendía las lealtades étnicas estrechas, y por ello fue designado como ‘el hombre del futuro’. Empleó tácticas guerrilleras científicas con las tropas multiétnicas bajo su mando y enfrentó al ejército colonial alemán en más de cincuenta batallas. [...] A su espíritu revolucionario y a su memoria visionaria, humildemente ofrecemos nuestro honor y respeto.

Morenga ha recibido distintas muestras de reconocimiento en Namibia. El cementerio de Warmbad, en el extremo sur del país, se erigió una estatua en su honor. La Escuela Secundaria y el Colegio Tutorial de la localidad de Khomasdal, en Windhoek, lleva su nombre.
A lo anterior cabe añadir que el 3 de octubre de 1981, conmemorando el 74 aniversario de su fallecimiento, se fundó el Party of Jacob Marengo (Partido de Jacob Marengo), que posteriormente cambió de nombre a Communist Party of Namibia (Partido Comunista de Namibia).
En 1978 el autor alemán Uwe Timm publicó el libro Morenga, dedicado a la figura de Jacob Morenga. En 1985 se rodó la película Morenga en la República Federal de Alemania basada en el anterior libro y presentada en la Berlinale de ese mismo año.